# Perlongipalpus pinipumilis
Espèce
Perlongipalpus pinipumilis est une espèce d'araignées aranéomorphes de la famille des Linyphiidae.

## Distribution
Cette espèce est endémique de Russie. Elle se rencontre en Sibérie de la Bouriatie à l'oblast de Magadan.

## Description
Les mâles mesurent de 1,30 à 1,43 mm et les femelles de 1,38 à 1,45 mm.

## Publication originale
- Eskov & Marusik, 1991 : New linyphiid spider (Aranei, Linyphiidae) from east Siberia. Korean Arachnology, vol. 6, no 2, p. 237-253.